# 29. Sinfonie (Haydn)
Die Sinfonie Hoboken-Verzeichnis I:29 in E-Dur komponierte Joseph Haydn im Jahr 1765 während seiner Anstellung als Vize-Kapellmeister beim Fürsten Nikolaus I. Esterházy.

## Allgemeines

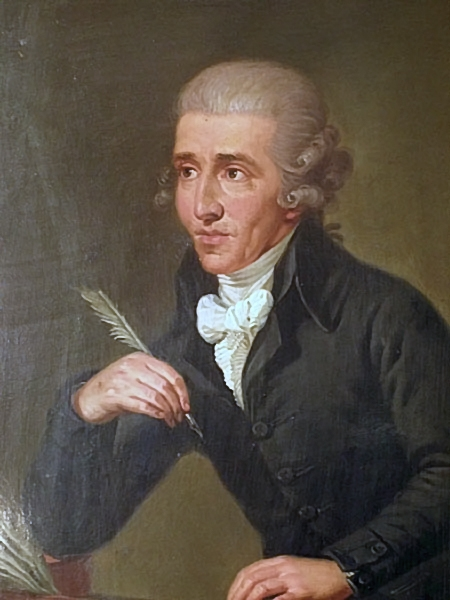
Joseph Haydn (Gemälde von Ludwig Guttenbrunn, um 1770)

Die Sinfonien Nr. 12, 29 und Nr. 44 bilden die einzigen im Gesamtwerk von Franz Joseph Haydn in der für die damalige Zeit ungewöhnlichen Sinfonie-Tonart E, die ersten beiden in Dur, die letzte in Moll. Die beiden E-Dur-Sinfonien weisen einige charakterliche Ähnlichkeiten auf, insbesondere in der sanglich-lyrischen Gestaltung des Kopfsatzes. Die Sinfonie Nr. 29 ist jedoch viersätzig und hat ein für die damalige Zeit besonders gewichtiges Finale.
Ebenfalls im Jahr 1765 komponierte Haydn die Sinfonien Nr. 28, Nr. 30 und Nr. 31.

## Zur Musik
Besetzung: zwei Oboen, zwei Hörner, zwei Violinen, Viola, Cello, Kontrabass. Zur Verstärkung der Bass-Stimme wurde damals auch ohne gesonderte Notierung ein Fagott eingesetzt. Über die Beteiligung eines Cembalo-Continuos in Haydns Sinfonien bestehen unterschiedliche Auffassungen.
Aufführungszeit: ca. 15 bis 20 Minuten (je nach Einhalten der vorgeschriebenen Wiederholungen).
Bei den hier benutzten Begriffen der Sonatensatzform ist zu berücksichtigen, dass dieses Modell erst Anfang des 19. Jahrhunderts entworfen wurde (siehe dort) und für eine Sinfonie von 1765 nur mit Einschränkungen herangezogen werden kann.  – Die hier vorgenommene Beschreibung und Gliederung der Sätze ist als Vorschlag zu verstehen. Je nach Standpunkt sind auch andere Abgrenzungen und Deutungen möglich.

### Erster Satz: Allegro di molto
E-Dur, 3/4-Takt, 140 Takte
Haydn hatte den Satz ursprünglich mit „Allegro ma non troppo“ überschrieben, dann auf „Allegro piu tosto molto“ und schließlich auf „Allegro di molto“ geändert.
Der Satz eröffnet mit dem ersten Thema (Hauptthema), das periodisch aus je vier Takten Vorder- und Nachsatz aufgebaut ist. Ungewöhnlich für den Beginn einer Sinfonie dieser Zeit, hat es einen zurückhaltend-wiegenden Charakter. Dieser kommt durch die gleichmäßige Viertelbewegung mit Bögen und die sehr sangliche Melodieführung zustande. Bemerkenswert ist auch der Umfang des Vordersatzes, in dem nur Streicher spielen, vom Intervall einer None. Im Nachsatz antworten die beiden Oboen in Terzen mit untergeordneter Begleitung von Viola, Cello und Kontrabass. Das Thema wird nun mit verändertem, sechstaktigen Nachsatz wiederholt. Ab Takt 18 beginnt ein neuer Abschnitt im Forte und mit vollem Orchestereinsatz. Kennzeichnend ist ein Motiv mit großem Intervallsprung (None / Dezime) aufwärts / abwärts mit betonter Zählzeit auf dem zweiten Viertel des Taktes(Synkope), wodurch die vorher dominierende wiegende Bewegung etwas aufgelockert wird. Es schließen sich ab Takt 39 ff. Triolenläufe in den Violinen an, bevor der Schlussabschnitt mit charakteristischem Triolenmotiv ab Takt 46 das Ende der Exposition ankündigt.
Die Durchführung (Takt 51–99) beginnt piano mit dem Hauptthema in der Dominante H-Dur, dann wird die gleichmäßige, wiegende Viertelbewegung fortgesponnen und schließlich durch Triolen-Figuren im Forte abgelöst. Die Bewegung beruhigt sich wieder, und nach einer Viertelpause beginnt in Takt 100 die Reprise. Diese ist ähnlich der Exposition strukturiert, jedoch wird beispielsweise das Hauptthema nicht wiederholt, sondern fortspinnungsartig weitergeführt, und der Triolenabschnitt kurz vor Schluss ist durch Sequenzierung angereichert. Durchführung und Reprise werden wie die Exposition  wiederholt.
Howard Chandler Robbins Landon bezeichnet den Satz als typisches Beispiel eines „singenden Allegros.“

### Zweiter Satz: Andante
A-Dur, 2/4-Takt, 96 Takte, nur Streicher
Die Melodie des periodisch aufgebauten ersten „Themas“ (oder: Hauptthemas) ist aus kleinen Motivfloskeln aufgebaut, die im Piano versetzt zwischen 1. und 2. Violine gespielt wird. Nach acht Takten wird das Thema wiederholt, nun aber mit vertauschten Rollen der beiden Violinen. Zwischen der ersten Vorstellung des Themas und der Wiederholung sowie nach der Wiederholung spielen Viola, Cello und Kontrabass eine schnelle Unisono-Figur im Forte.
Das zweite „Thema“(Takt 18–28) gleicht im Aufbau sehr stark dem vorigen, man könnte es auch als Fortsetzung desselben ansehen. Bemerkenswert ist aber, dass beide Violinen im Nachsatz gemeinsam im Terzabstand – also nicht mehr abwechselnd – spielen. Von Takt 29 bis zum Ende der Exposition in Takt 39 dominieren Synkopen über schreitenden Bässen.
Im Durchführungsteil wird der Dialog zwischen den Violinen zunächst fortgesetzt, wendet sich ab Takt 47 nach Moll und bekommt eine etwas mehrstimmige  Wirkung, da beide Violinen nun gegeneinander arbeiten. Von Takt 54 bis zur Reprise in Takt 64 sind wieder Synkopen vorherrschend. Die Reprise beginnt mit dem ersten Thema in der gewohnten dialogischen Struktur. Es folgt ab Takt 79 der Synkopenabschnitt. Vor der eigentlichen Schlussgruppe, die aus der Unisono-Figur von der Exposition besteht, hat das Hauptthema noch einen Kurzauftritt (Takt 91–93). Durchführung und Reprise werden wie die Exposition wiederholt.
Christa Landon (1962) spricht von einem „durchsichtigen Gefüge“ sowie einem „sich zu einem Ganzen schließenden witzigen Dialog zwischen den Violinen“ Dagegen kritisiert Johann Adam Hiller (1770): „(…) im Andante aber hat der Componist die Melodie auf eine lächerliche Art unter die erste und andere Violin getheilt (…).“

### Dritter Satz: Menuet – Allegretto
E-Dur, 3/4-Takt, mit Trio 66 Takte
Kraftvoll-energisch ist der Hauptteil des Menuetts mit absteigender Melodielinie und Echo im Piano. Dazu kontrastiert das Trio in e-Moll für Streicher und Horn, das „die Atmosphäre der östlichen Volksmusik“ atmet: Es ist durchweg im Piano gehalten mit feierlich-düsterem Klangteppich der orgelpunktartig gesetzten Hörner, während die Streicher im Staccato lediglich Farbtupfer in die Atmosphäre einbringen. Möglicherweise ist das Trio durch slawische Volksmusik inspiriert (ebenso in den Trios der im selben Jahr komponierten Sinfonien Nr. 28 und Nr. 30). Antony Hodgson zieht die Möglichkeit in Betracht, dass der Cembalospieler dazu eine Melodie zu improvisieren habe.

### Vierter Satz: Finale. Presto
E-Dur, 2/2-Takt (alla breve), 185 Takte
Fast den ganzen Satz hindurch spielen Viola, Cello und Kontrabass takt- bis abschnittsweise denselben Ton, was eine pochende, vorwärtstreibend-energische Wirkung hervorruft. Walter Lessing spricht beim Presto vom „Höhepunkt des Werkes“, Christa Landon von einem „großartigen, stürmischen“ Finale, und Howard Chandler Robbins Landon weist zudem auf den Kontrast zum Charakter der vorigen Sätze hin.
Der Satz beginnt mit dem ersten Thema (Hauptthema) in kraftvoller Bewegung: Der Vordersatz mit aufsteigenden Intervallen in halben Noten, vorgetragen im Unisono-Forte, der Nachsatz mit Gegenbewegung angereichert. Der folgende, recht lange Abschnitt bis Takt 47 ist durch die pochende Viertelbewegung und ab Takt 34 durch eine sequenzierte Tonleiter abwärts gekennzeichnet. Eine zusätzliche dynamische Komponente kommt durch Vorhalte in den Violinen zustande, in welche die Viola mit betontem Viertelschlag einsetzt. Nach einem Tremolo (Takt 48–51) beruhigt sich die Bewegung von Takt 53 bis 65 mit bogenartigen halben Noten (ähnlich dem Satzanfang) und Chromatik, bevor der Schlussabschnitt mit seinem Laufmotiv über eine Oktave aufwärts das Ende der Exposition in Takt 81 ankündigt.
Die Durchführung (Takt 82–110) beginnt piano als Fortspinnung des Hauptthemas, unterlegt von der pochenden Viertelbewegung. Dann greifen Viola, Cello und Bass das Thema im Forte auf, überlagert voem Tremolo der Violinen bzw. Akkorden der Bläser (Takt 95–110). Die Reprise (Takt 111 ff.) ist ähnlich der Exposition strukturiert, weist aber einen zusätzlichen Abschnitt mit dem Laufmotiv über eine Oktave aufwärts auf (Takt 123–137). Durchführung und Reprise werden wie die Exposition wiederholt.